# 2025 (szám)
A 2025 egy természetes szám, a 2024 és a 2026 között található. Négyzetszám: {\displaystyle 45^{2}=2025}. 15 osztója van, ezek: 1; 3; 5; 9; 15; 25; 27; 45; 75; 81; 135; 225; 405; 675; 2025, egyben a legkisebb szám, aminek 15 páratlan osztója van. Hiányos szám, a nála kisebb osztói összege 2025-nél kisebb. Előáll az első kilenc egész szám köbének összegeként.